# Helga, Herre, denna dag
Helga, Herre, denna dag är en sång av en okänd textförfattare och som sjungs till en melodi av Edgar Hollis.

## Publicerad i
- Frälsningsarméns sångbok 1968 som nr 706 under rubriken "Begynnelse Och Avslutning".
- Frälsningsarméns sångbok 1990 som nr 745 under rubriken "Dagens och årets tider".